# Victorino Abente y Lago
Victorino Abente y Lago (Mugía, España; 2 de junio de 1846 - Asunción, Paraguay; 22 de diciembre de 1935) fue un poeta español radicado en Paraguay, donde llegó cuando aún estaban calientes los rescoldos que dejaba a su paso la gran epopeya que enfrentó al país y a la Triple Alianza, entre 1864 y 1870.
Aunque gallego de nacimiento, su vida y su obra se identifican con el Paraguay desde su misma llegada a Asunción, en marzo de 1869, en momentos difíciles y trágicos de la historia paraguaya, cuando tropas aliadas, brasileñas y argentinas, ocupaban dicha capital.

## Primeros pasos
Relacionado con el segundo tramo del romanticismo paraguayo, que se inicia con la posguerra de 1864-1870, y aún con el posromanticismo, colaboró en varios periódicos de la capital, donde también publicó gran parte de su obra poética. Creador de poemas dedicados al renacer de su nueva patria y apropiadamente conocido como el «poeta de la resurrección nacional», tuvo la suerte de ver triunfante al Paraguay en su guerra contra Bolivia, la guerra del Chaco, meses antes de su muerte.

## Trayectoria
Sus poemas, dispersos en diversos periódicos y revistas de aquella época, fueron recopilados y publicados póstumamente en Asunción por su nieto, Cándido Samaniego Abente, en un volumen titulado Antología poética: 1867-1926, aparecido en 1984.
Otro nieto, Carlos Federico Abente, llegó a ser un poeta y liricista notable de Paraguay, emigrado a la Argentina.
Acerca de su obra, escribió el ilustre intelectual Ignacio A. Pane: «Entonó el canto más hermoso, más apasionado, más entusiasta y más poético, en una palabra, que hasta ahora escritores y maestros han dirigido al Paraguay... Llevado en alas de su inspiración hasta la cima de nuestro pasado, hizo que la 'Sibila paraguaya' asentare allí el pie y tendiera el dedo anunciador del profeta, para mostrarle la tierra de promisión del porvenir...».

## Últimos años
Casado con Isabel Miskowsky, Victorino Juan Ramón Abente y Lago falleció en Asunción el 22 de diciembre de 1935.

## Obra poética
Sus poemas más notables son:
- Sibila paraguaya
- El oratorio de la Virgen de la Asunción
- La tejedora de Ñandutí
- El salto del Guairá
- Mis dos patrias, y docenas de obras más.